# Maciej Steinhof
Maciej Steinhof (ur. 14 listopada 1985 w Krakowie) – polski kierowca wyścigowy.

## Życiorys
Karierę sportową rozpoczął w 2000 roku w kartingu. Pierwszym sukcesem był awans do finału gokartowych zawodów na lodzie Red Bulla w Warszawie.
W 2006 roku wystartował w polskim pucharze Kia Picanto Cup, gdzie Steinhof został najlepszym debiutantem i zajął 4. miejsce w klasyfikacji generalnej. Rok później zdobył 3. pozycję w klasyfikacji generalnej i został drugim wicemistrzem Polski w Kia Picanto Cup.
W 2008 roku Steinhof wystartował w ADAC Volkswagen Polo Cup – europejskim pucharze wyścigowym, rozgrywanym w większości na niemieckich torach. Pierwszy sezon w międzynarodowej stawce przyniósł 5. miejsce na koniec sezonu. Rok później Steinhof wygrał cztery wyścigi z rzędu i łącznie jako pierwszy zawodnik w historii tej serii, sześć razy stanął na podium – co przyniosło mu niekwestionowane pierwsze miejsce w klasyfikacji generalnej a tym samym puchar Volkswagena Polo.
W 2010 roku Steinhof kontynuował starty w niemieckim Volkswagen Scirocco R-Cup. Wygrał dwa wyścigi w sezonie, 4 razy meldował się na podium w pozostałych 6 wyścigach. Ostatecznie zdobył tytuł II Wicemistrza VW Scirocco R-Cup.
W roku rok 2011 Stainhof rozpoczął również starty w rajdach. W Memoriale im. Mariana Bublewicza i Janusza Kuliga w Wieliczce zajął on II miejsce w klasyfikacji generalnej. Sezon 2011 zakończył 4. miejscem w klasyfikacji Kryterium Asów Karowa oraz 8. miejsce w klasyfikacji generalnej 49. Rajdu Barbórka.